# Maurizio Sacconi
Maurizio Sacconi (ur. 13 lipca 1950 w Conegliano) – włoski polityk, prawnik, parlamentarzysta i od 2008 do 2011 minister pracy.

## Życiorys
Ukończył studia prawnicze. W 1979 został posłem do Izby Deputowanych z ramienia Włoskiej Partii Socjalistycznej. W niższej izbie parlamentu zasiadał do 1994 przez cztery kadencje (VIII, IX, X i XI). Po rozwiązaniu PSI przystąpił do Forza Italia.
Od 1987 do 1992 i od 1993 do 1994 był sekretarzem stanu w Ministerstwie Skarbu, odpowiedzialnym m.in. za reformę rynku papierów wartościowych. Pomiędzy tymi okresami pełnił funkcję zastępcy dyrektora w Ministerstwie Służby Cywilnej. W późniejszym czasie zajął się w Rzymie działalnością akademicką jako wykładowca Uniwersytetu LUISS i uniwersytetu „Tor Vergata”. Objął funkcję prezesa towarzystwa poświęconego Marco Biagiemu. Opublikował kilka pozycji książkowych i esejów.
W latach 1995–2001 pozostawał zatrudniony w genewskim biurze Międzynarodowej Organizacji Pracy. Od 2001 do 2006 zajmował stanowisko podsekretarza stanu w Ministerstwie Pracy i Polityki Społecznej. W 2006 powrócił do parlamentu jako członek Senatu XV kadencji. Od 2009 należał do powstałego m.in. na bazie FI Ludu Wolności.
W 2008 po zwycięskich dla centroprawicowego bloku przedterminowych wyborach parlamentarnych, w wyniku których utrzymał mandat senatora na XVI kadencję, wszedł w skład czwartego rządu Silvia Berlusconiego, obejmując urząd ministra pracy, zdrowia i polityki społecznej. Funkcję tę pełnił do 2011. W 2013 wybrany do Senatu XVII kadencji. W tym samym roku przystąpił do partii Nowa Centroprawica, działał w niej do 2017.